# Itō Naoyuki
Itō Naoyuki (伊藤 尚往 (Y Đằng Thượng Vãn)) là một đạo diễn phim hoạt hình người Nhật.

## Phim tham gia đạo diễn
- Kanon (2002)
- Re: Cutie Honey